# Амид кальция
Амид кальция — неорганическое вещество с формулой Ca(NH2)2, серовато-жёлтый порошок.

## Получение
- Пропускание аммиака над нагретым кальцием:

{\displaystyle {\mathsf {Ca+2\ NH_{3}\ {\xrightarrow {T}}\ Ca(NH_{2})_{2}+H_{2}}}}
- Разложение аммиката кальция:

{\displaystyle {\mathsf {Ca(NH_{3})_{6}\ {\xrightarrow {}}\ Ca(NH_{2})_{2}+4\ NH_{3}+H_{2}}}}

## Физические свойства
Амид кальция — серовато-жёлтый порошок,
самовоспламеняющийся при соприкосновении с водой.

## Химические свойства
- При нагревании разлагается:

{\displaystyle {\mathsf {3\ Ca(NH_{2})_{2}\ {\xrightarrow {T}}\ Ca_{3}N_{2}+4\ NH_{3}}}}